# Yu Takenouchi
Yu Takenouchi (竹之 内悠, Takenouchi Yū), né le 1er septembre 1988 est un coureur cycliste japonais. Il est spécialiste du cyclo-cross et représente régulièrement son pays lors des grands rendez-vous tels que les championnats du monde de cyclo-cross.

## Biographie
Yu Takenouchi naît le 1er septembre 1988, à Yawata au Japon,. Spécialiste du cyclo-cross, il a remporté à plusieurs reprises son championnat national et participe régulièrement aux plus grandes épreuves du calendrier mondial.
Takenouchi évolue également sur la route. Il a notamment terminé 8e du Grand Prix de la ville de Pérenchies en 2012 ou 8e du Grand Prix Criquielion en 2013.

## Palmarès sur route
- 2005
  - 2e du Tour d'Okinawa juniors
- 2012
  - Grand Prix de Gommegnies

## Palmarès en cyclo-cross
- 2006-2007[1]
  - 2e du championnat du Japon de cyclo-cross espoirs
- 2009-2010
  - 3e du championnat du Japon de cyclo-cross espoirs
- 2011-2012
  -  Champion du Japon de cyclo-cross
  - Cyclo-cross de Nagano
- 2012-2013
  -  Champion du Japon de cyclo-cross
  - Cyclo-cross de Nagano
  - Cyclo-cross de Yasu City
- 2013-2014
  -  Champion du Japon de cyclo-cross
  - Shinshu Cyclocross Nobeyama Kogen Round 1, Nobeyama Station-Nagano
  - Shinshu Cyclocross Nobeyama Kogen Round 2, Nobeyama Station-Nagano
  - Kansai Cyclo Cross Yasu Round, Yasu
- 2014-2015
  -  Champion du Japon de cyclo-cross
  - Kansai Cup Series, Prologue
- 2015-2016
  -  Champion du Japon de cyclo-cross
  - Rapha Nobeyama Supercross #1, Minamimaki
- 2019-2020
  - 2e du championnat du Japon de cyclo-cross
- 2021-2022
  - 3e du championnat du Japon de cyclo-cross
- 2022-2023
  - 3e du championnat du Japon de cyclo-cross